# Раквере
Ра́квере (ест. Rakvere, нім. Wesenberg, староцерк.-слов. Ракобор, рос. дореф. Везенбергъ) — місто на півночі Естонії, адміністративний центр мааконду Ляене-Вірумаа. Розташоване на річці Кіюла. Вперше згадується в XIII столітті, засноване поблизу феодального замку. У 1347—1558 роках містом володів Лівонський орден. Потім містом володіли Московія, Річ Посполита і Швеція. Під час Північної війни в 1710 році місто увійшло до складу Російської імперії. В 1919—1940 і з 1991 року — в складі незалежної Естонії.

## Клімат
Раквере розташоване в помірному кліматичному поясі. Середня кількість річних опадів становить 750 мм. Середня річна температура — 4,5 °C, сталі морози розпочинаються в грудні і тривають 80—90 днів. Щороку в місті утворюється сніговий покрив, середня товщина якого становить 30—40 см.

## Історія

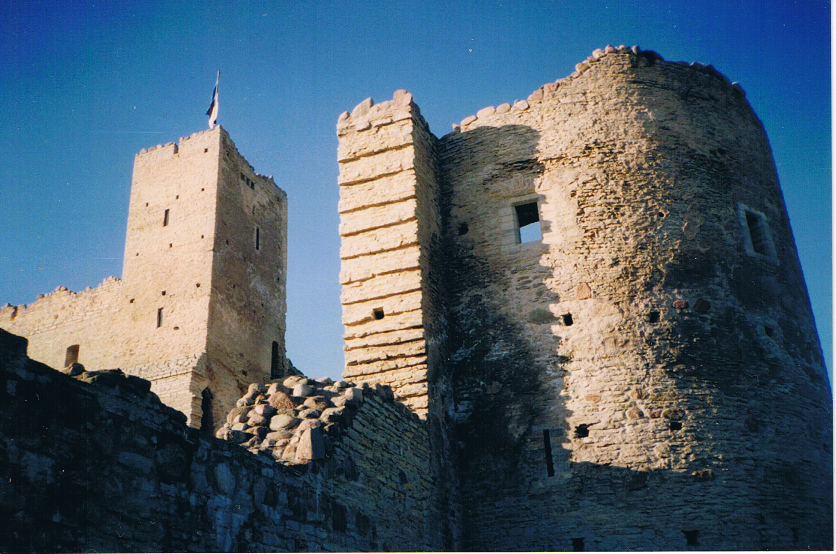
Руїни замку на пагорбі Валлімягі

Вперше згадується Генріхом Латвійським 1226 року під назвою Тарванпяе (ест. Tarvanpää) у часописі Лівонії. Під час Данського панування отримує назву Везенберг (Wesenberg), що є дослівним перекладом естонської назви Тарванпяе на німецьку. 18 лютого 1268 поряд з поселенням між Тевтонським орденом з датчанами, що володіли поселенням, та арміями фактично незалежних північно-західних князівств, які вийшли зі складу Русі, відбулась битва. В середині XIII століття на місці старої дерев'яної фортеці будуються перші кам'яні фортифіковані споруди.
12 липня 1302 року, Раквере отримує Любецьке право. Коли у 1346 році король Данії продав естонські землі Лівонскому орденові, на місці дерев'яної фортеці вже був збудований великий замок, оточений кам'яним муром. Сьогодні руїни цього замку є головною туристичною пам'яткою міста.

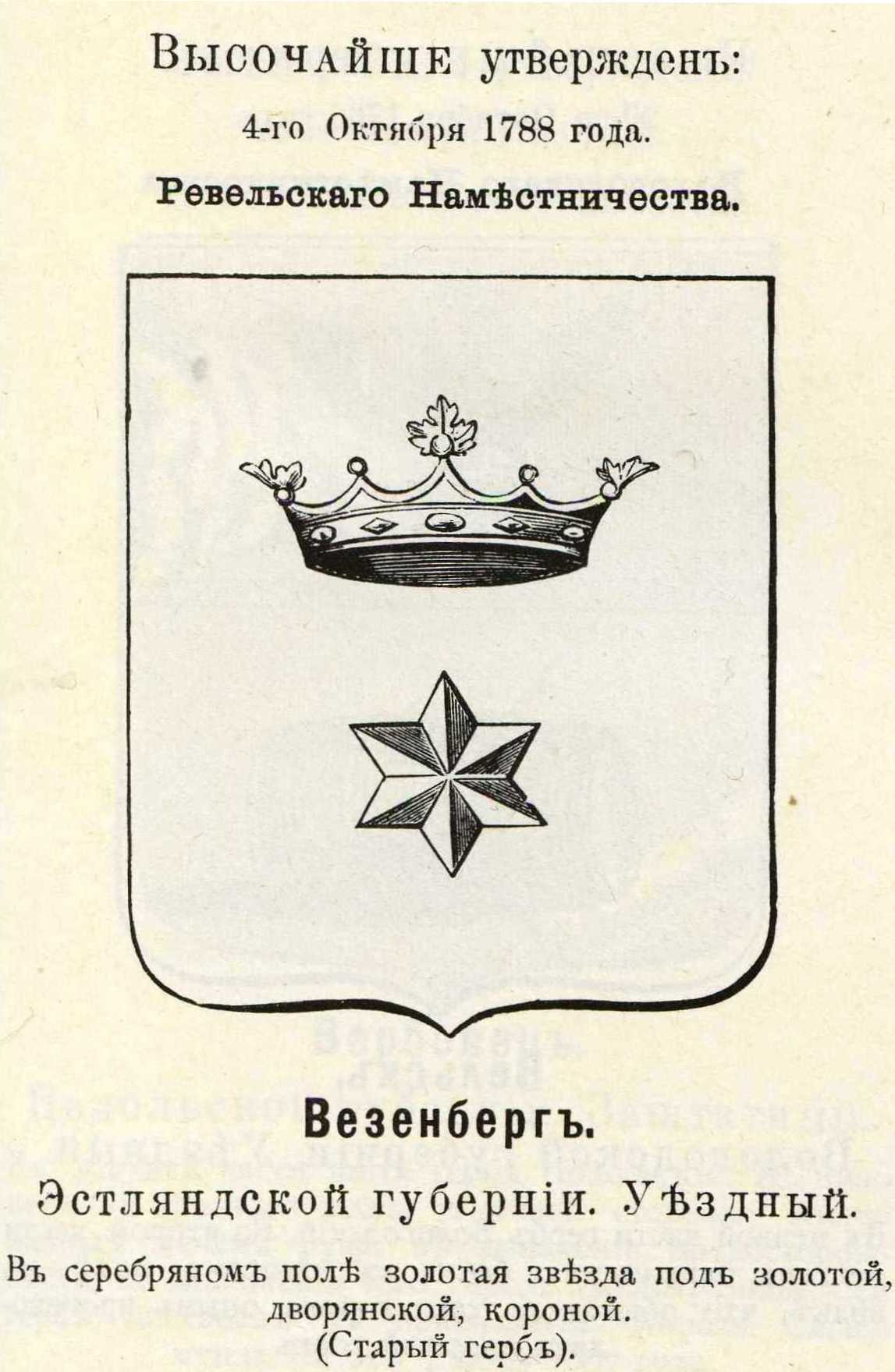
Везенбергъ. старий герб 1788 р. з Вінклера

У 1347—1558 роках містом володів Лівонський орден. 1508 року в Раквере розпочалося будівництво францисканського монастиря. Під час Лівонської війни, Раквере перебував під владою Московії і значно постраждав. За цей час московитами було побудовано нову лінію укріплень навколо замку. Для будівництва використовувалося переважно каміння з споруд та будинків, що оточували замок. Шведська армія декілька разів невдало намагалася захопити місто, вдалося їй це зробити лише 4 березня 1581 року.
Року 1602 після початку польсько-шведської війни Раквере захоплює Річ Посполита. Перед тим як місто знову повертається під владу Швеції у 1605 році, його замок руйнують поляки.
У 1703 році під час Великої Північної війни Раквере було спалено. Після капітуляції Естонії та Лівонії у цій війні було укладено Ніштадтський мир 1721 року, за яким Раквере отримала Російська імперія.
В 1919—1940 та з 1991 року — місто перебуває у складі незалежної Естонії.

## Населення

### Демографія
За переписом населення 1881 року у Раквере проживало 3509 осіб. На 2012 рік населення Раквере становило 15 766 особи.

### Національний склад
Згідно з останнім переписом населення, на 31 березня 2000 року постійне населення Раквере становило 17 097 осіб, з яких 84,79 % назвали себе естонцями. Найбільшою національною меншиною була російська (10,79 %), фінами себе назвали 277 осіб (1,62 %), українцями — 218 осіб (1,28 %), білорусами — 69 (0,40 %), інші національності склали 1,12 % від загальної кількості населення, або 192 особи.
| Національність | 1970  | 1970  | 1979  | 1979  | 1989  | 1989  | 2000  | 2000  |
| Національність | осіб  | %     | осіб  | %     | осіб  | %     | осіб  | %     |
| -------------- | ----- | ----- | ----- | ----- | ----- | ----- | ----- | ----- |
| Загалом        | 17891 | 100   | 19011 | 100   | 19822 | 100   | 17097 | 100   |
| естонці        | 13292 | 74,29 | 14550 | 76,53 | 14902 | 75,18 | 14496 | 84,79 |
| росіяни        | 3441  | 19,23 | 3326  | 17,50 | 3545  | 17,88 | 1845  | 10,79 |
| фіни           | 394   | 2,20  | 406   | 2,14  | 396   | 2,00  | 277   | 1,62  |
| українці       | 410   | 2,29  | 355   | 1,87  | 507   | 2,56  | 218   | 1,28  |
| білоруси       | 106   | 0,59  | 108   | 0,57  | 171   | 0,86  | 69    | 0,40  |
| інші           | 248   | 1,39  | 266   | 1,40  | 301   | 1,52  | 192   | 1,12  |

## Культура
За часів незалежності активно розвивається туризм, реставруються історичні пам'ятки, відбуваються різноманітні культурні події. Саме в місті Раквере відбувся перший естонський музичний фестиваль у напрямку панк-рок. Також тут проводиться широко відомий міжнародний рок-фестиваль «Green Christmas». З 1994 року в Ракверському театрі проходить театральний фестиваль «БалтоСкандал», під час якого сюди з'їжджається безліч молодих режисерів.

### Архітектура та пам'ятки
Раквере зберіг деяку кількість історичних пам'яток, головною з яких є Ракверська фортеця. Серед інших пам'яток слід відзначити дві церкви, млин — який було побудовано в першій половині XIX століття, та залізничну водонапірну башту — зведену у 1871 році.

#### Фортеця Раквере
Ракверська фортеця була заснована XIII століття на місці городища естів Тарванпяе (Tharwanpe). В часи Лівонської війни XVI століття фортеця була частково зруйнована. Остаточного руйнування вона зазнала під час польсько-шведської війни 1600—1611 років. Після якої, у ході ревізії Везенберг було викреслено зі списків діючих фортець через неможливість відбудови.
У XVIII—XIX століттях руїни замку використовувались як каменярня для будівництва в навколишніх околицях. Перші спроби відбудови були проведені у 1901—1902 роках. Масштабні реставраційні роботи розпочались у 1975 році, з яких основні були завершені до 1988.

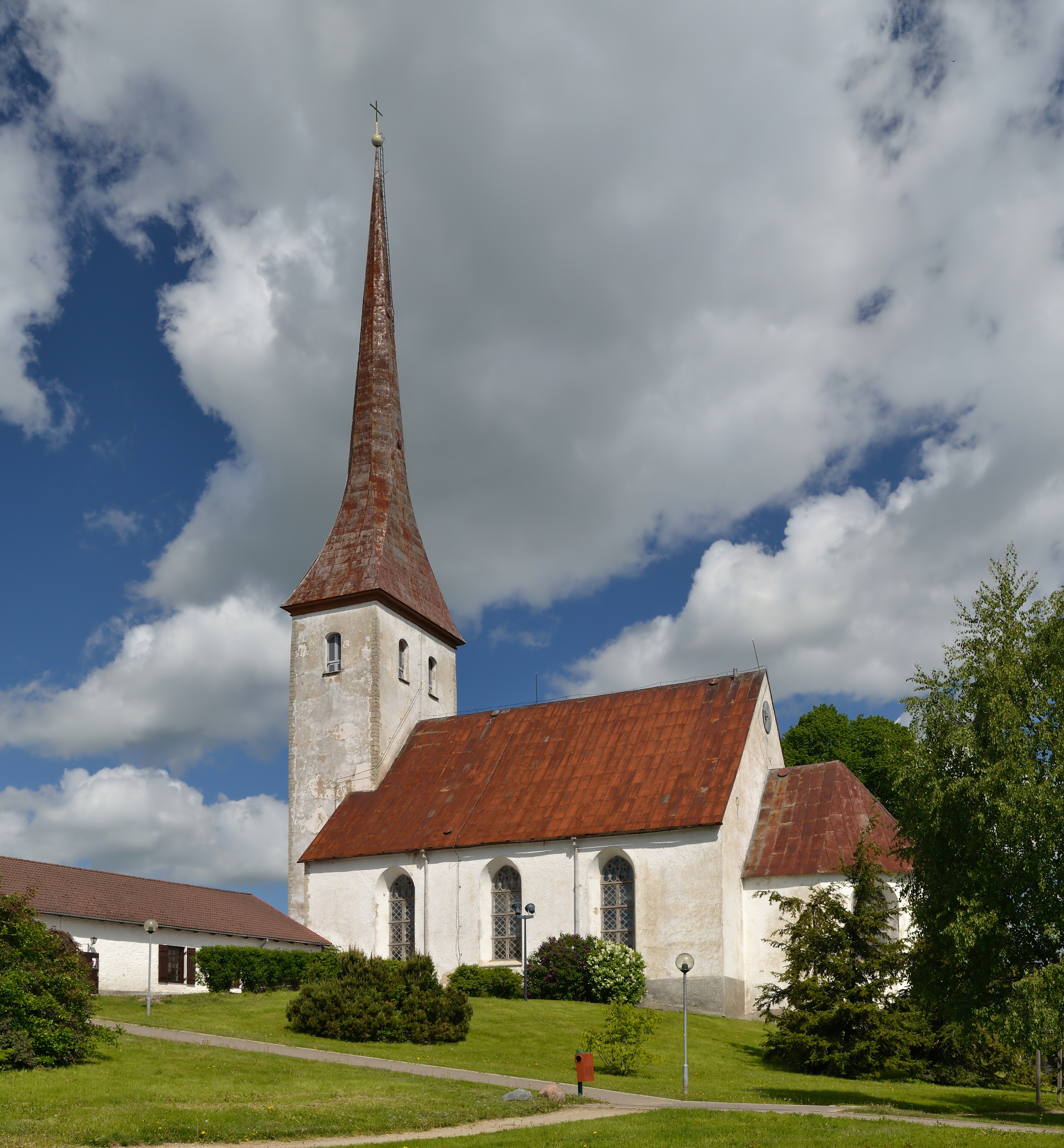
Лютеранська церква Святої Трійці.

#### Церква Різдва Пресвятої Богородиці
Перша православна церква в Раквере згадується у 1763 році. Це була пересувна церква при кексгольмському полку. У подальші роки, зі збільшенням православного населення міста виникла необхідність у більшій церкві. У 1839 році за повелінням імператора Миколи I було придбано будинок міського доктора, який було перебудовано під церкву.
У 1872 році при церкві почали діяти церковно-парафіяльна школа, що проіснувала до 1919 року. Освіту в ній отримували не тільки православні, але й лютерани.
В церкві зберігаються мощі Сергія Флоринського, канонізованого у 2002 році.

#### Церква Святої Трійці
У 1427 році на місці сучасної церкви Святої Трійці архітекторами Симоном та Андреасом була зведена дерев'яна церква Міхкеля (Михаїла). Року 1698 церкву було перебудовано у муровану. Церква Святої Трійці є однією з найвищих в Естонії, її висота сягає 62 метрів.

#### Статуя Тарвас
Раквере відоме своєю статуєю туру, під назвою Тарвас. Статую виготовив естонський скульптор Тауно Кангро до 700-ї річниці міста у 2002 році.
Тарвас вважається найбільшою статуєю тварини у балтійських країнах. Вона виготовлена з бронзи і встановлена на гранітному постаменті. Її довжина — 7 м, висота — 4 м, а вага близько 7 тонн. Статуя розташована поблизу замку на краю пагорба Валлімягі. На постаменті викарбувані імена людей і компаній, на чиї кошти її було встановлено.

### Спорт
Спорт активно розвивається в Раквере. У 2012 році місто стало одним з-поміж інших в Естонії, що приймали матчі Юнацького чемпіонату Європи з футболу. Всі матчі проходили на міському стадіоні.

#### Спортивні клуби
- Тарвас (баскетбольний клуб) — чоловіча баскетбольна команда. Клуб бере участь у Корвпаллі Мейстрілізі та Балтійській Баскетбольній Лізі.
- Рівал (волейбольний клуб) — чоловіча волейбольна команда, багаторазові чемпіони Естонії та володарі Кубку. Клуб бере участь у Шенкер Лізі.
- Тарвас (футбольний клуб) — аматорський футбольний клуб заснований у 2004. Станом на 2012 рік бере участь в Есілізі.

## Відомі уродженці
- Яан Кіівіт-молодший — архієпископ Естонської євангелічно-лютеранської церкви в період з 1994 по 2004 роки.
- Епп Мяе — естонська борчиня вільного стилю, дзюдоїстка, сумоїстка та пляжна борчиня, бронзова призерка чемпіонату світу з вільної боротьби (рноша для Естонії медаль світової першості в жіночій боротьбі), чемпіонка (перша в країні) та срібна призерка чемпіонатів світу з пляжної боротьби.

## Міста-побратими
| - Цесіс, Латвія - Куопіо, Фінляндія - Лаппеенранта, Фінляндія - Лапуа, Фінляндія - Лютенбург, Німеччина | - Паневежис, Литва - Сенакі, Грузія - Сігтуна, Швеція - Сольнок, Угорщина - Вишгород, Україна |

## Галерея
|                              |
| Будівля Ракверського театру. |

|                               |
| Стародавній вітряк в Раквере. |

|                               |
| Залізнична водонапірна башта. |

|                        |
| Руїни фортеці Раквере. |

|                          |
| Внутрішній двір фортеці. |

|                |
| Статуя Тарвас. |